# Mart Siimann
Mart Siimann (* 21. září 1946) je estonský politik. V letech 1997-1999 byl premiérem Estonska. Od roku 2001 je předsedou Estonského olympijského výboru. V letech 1989-1992 byl ředitel estonské státní televize. Poslancem estonského parlamentu byl v letech 1995–1997 a 1999-2003. Byl představitelem liberálně orientované Estonské koaliční strany (Eesti Koonderakond), která zanikla roku 2001.